# Jurij Iwanow (wioślarz)
Jurij Iwanow (ur. 11 stycznia 1992) – ukraiński wioślarz, finalista Igrzysk Olimpijskich Młodzieży 2010 w jedynkach chłopców, gdzie zajął 6. miejsce z czasem 3:27.98.